# Stinson Model A
Die Stinson Model A (verkürzt auch als Stinson A bezeichnet) war ein dreimotoriges Passagierflugzeug des US-amerikanischen Herstellers Stinson Aircraft Company.

## Geschichte
Die Stinson A war ein Tiefdecker mit abgestrebten Tragflächen, der im November 1933 als Nachfolgemodell für die Stinson SM-6000 vorgestellt wurde. Die Maschine besaß drei Neunzylinder-Sternmotoren des Typs Lycoming R-680-5 mit einer Leistung von je 194 kW (260 PS), von denen zwei beidseitig an Tragflächengondeln und der dritte an der Flugzeugnase montiert waren. Der Rumpf bestand aus einer geschweißten Stahlrohr-Konstruktion. Der vordere Rumpfteil unterhalb des Cockpits war mit Blechen aus Duraluminium verkleidet, der hintere Abschnitt einschließlich des Leitwerks mit Stoff bespannt. Die schallisolierte, beheizte und mit einem Mittelgang ausgestattete Kabine bot Platz für acht Fluggäste, wobei die Passagiersitze in drei Reihen hintereinander angeordnet waren. Im rückwärtigen Kabinenbereich befanden sich die Einstiegstür, das Gepäckabteil sowie eine Toilette. Das Fahrwerk war elektrisch einfahrbar. Die Tragflächen, deren Flügelholme aus Stahlrohren bestanden, waren rumpfseitig mit Metallblechen und im weiter außenliegenden Teil mit einer Stoffbespannung verkleidet. Das Flugzeug besaß sehr gute Langsamflugeigenschaften und ließ sich daher auch von kurzen Start- und Landebahnen einsetzen.
Der Prototyp absolvierte am 27. April 1934 seinen Erstflug. Obwohl die Stinson A wesentlich günstiger als die zweimotorigen Boeing 247 und Douglas DC-2 angeboten wurde, gingen nur sehr wenige Bestellungen ein. Das Flugzeug besaß im Vergleich zu diesen deutlich größeren Konkurrenzmodellen eine niedrigere Reisegeschwindigkeit und eine erheblich geringere Reichweite. Die erste Stinson A wurde am 22. Juni 1935 an Delta Air Lines ausgeliefert, die drei Maschinen geordert hatte. Die Gesellschaft stellte den Typ als erstes Unternehmen am 2. Juli 1935 auf ihrer Route von Dallas nach Atlanta in Dienst, die mit acht Zwischenstopps beflogen wurde. Weitere US-amerikanische Kunden waren American Airlines und Central Airlines mit fünfzehn beziehungsweise fünf bestellten Flugzeugen. Daneben wurden vier Maschinen mit luxuriöser Innenausstattung an Privatkunden ausgeliefert. Die drei US-amerikanischen Gesellschaften musterten den Typ bereits nach relativ kurzer Einsatzdauer aus und traten ihre Flugzeuge noch in den 1930er-Jahren an die indische Tata Airlines und weitere Unternehmen ab.
Die Airlines of Australia übernahm im Jahr 1936 vier werksneue Stinson A, darunter auch das letzte gefertigte Flugzeug dieses Typs, von denen sie im Folgejahr zwei durch Unfälle verlor. Aufgrund von kriegsbedingten Lieferengpässen wurden die zwei verbliebenen australischen Maschinen im Jahr 1943 auf je zwei Neunzylinder-Sternmotoren des Typs Pratt & Whitney R-1340 Wasp umgerüstet. Diese leistungsstärkeren Motoren lieferten 336 kW (450 PS), wodurch auf das mittlere Triebwerk verzichtet werden konnte. Eine der modifizierten Stinson A verlor am 31. Januar 1945 durch ein Strukturversagen die linke Tragfläche im Flug. Bei dem Absturz kamen alle zehn Insassen ums Leben. Die australische Luftfahrtbehörde entzog daraufhin der zweiten umgerüsteten Maschine die Betriebszulassung. Insgesamt wurden mindestens acht Flugzeuge des Typs Stinson A infolge von Unfällen als Totalverluste abgeschrieben.

## Technische Daten

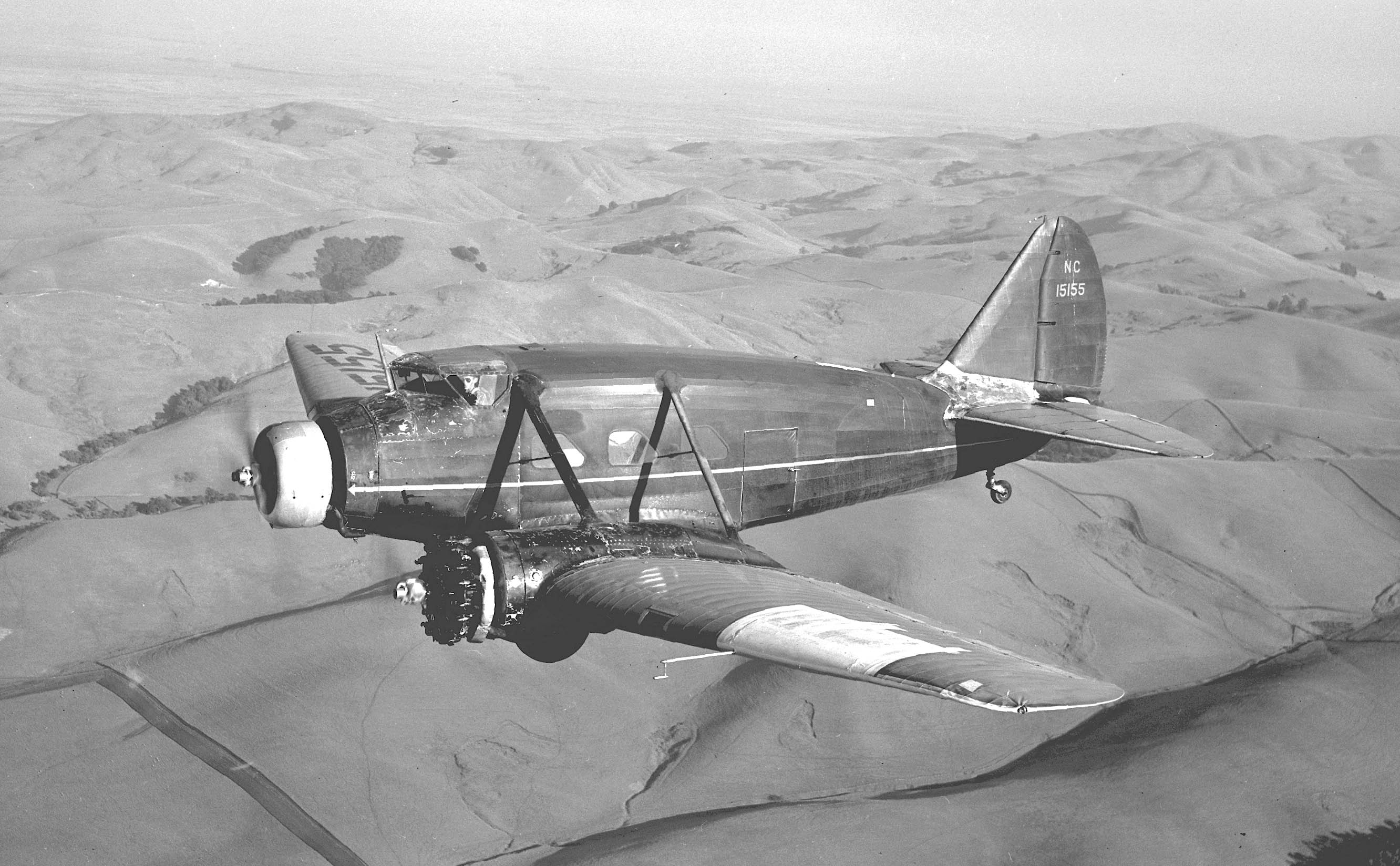
Als Privatflugzeug genutzte Stinson A, 1947

| Kenngröße             | Daten                                                            |
| --------------------- | ---------------------------------------------------------------- |
| Besatzung             | 2 Piloten und 1 Flugbegleiter                                    |
| Passagiere            | 8                                                                |
| Länge                 | 11,20 m                                                          |
| Spannweite            | 18,29 m                                                          |
| Höhe                  | 3,51 m                                                           |
| Flügelfläche          | 46,45 m²                                                         |
| Leermasse             | 3266 kg                                                          |
| max. Startmasse       | 4627 kg                                                          |
| Reisegeschwindigkeit  | 262 km/h in 1524 m (5000 ft) 274 km/h in 2134 m (7000 ft)        |
| Höchstgeschwindigkeit | 290 km/h                                                         |
| Dienstgipfelhöhe      | 5182 m                                                           |
| Reichweite            | 789 km                                                           |
| Triebwerke            | 3 × Neunzylinder-Sternmotor Lycoming R-680-5, je 194 kW (260 PS) |